# البوعياشي
أحمد عبد السلام البوعياشي (1336 هـ _ 1406 هـ) قاضٍ وكاتب ومؤرّخ ومحامٍ مغربي، ويعد من أوائل المؤرخين المعاصرين الذين اهتموا بتاريخ منطقة الريف بلد المجاهد المعروف محمد عبد الكريم الخطابي بالمغرب. ولد بقرية الرابطة، جماعة النكور، إقليم الحسيمة، درس العلوم الشرعية بمسجد القرية، ثمّ ارتحل إلى فاس وأخذ عن علمائها بجامعة القرويين. عمل قاضيا بـقبيلة سماتة في منطقة جبالة، ثم استدعي إلى تطوان فعُيِّن عُضواً بالمجلس الأعلى للتعليم، وأعطى هناط دروسا بالجامع الكبير، عُيِّن قائدا بمدينة العيون إقليم وجدة، ومنها إلى تطوان، وتنقَّل في المحاكم إلى أن صار نائب المحكمة في الاستئناف، وبعد التقاعد عمل محاميا بـالحسيمة بلده الأصلي.

## مؤلفاته
- الريف بعد الفتح الإسلامي.
- الثائر المهزوم (رواية).
- حرب الريف التحريرية ومراحل النضال، وهو الكتاب الذي نال به جائزة المغرب.